# Adam Yates
Adam Yates, född 7 augusti 1992 i Bury i Greater Manchester, är en brittisk landsvägscyklist. Han tävlar för UCI WorldTeam UAE Team Emirates. Han är tvillingbror med Simon Yates, som också är tävlingscyklist.
Han vann ungdomspriset och slutade på en fjärdeplats totalt i Tour de France 2016.

### Fotnoter
1. ↑  Vuelta a Espana: Adam Yates eyes debut Grand Tour stage win (på engelska), BBC Sport, läs online.[källa från Wikidata]
2. ↑  Rocket Sports Management (på engelska), läs online.[källa från Wikidata]
3. ↑  CQ Ranking, CQ Ranking manlig cyklist-ID: 18975, läst: 6 april 2022.[källa från Wikidata]
4. 1 2 3  ”Adam Yates”. www.procyclingstats.com. https://www.procyclingstats.com/rider/adam-yates. Läst 20 april 2021.
5. ↑  Fotheringham, William. (24 juli 2017). Simon Yates keeps white jersey in family and prepares for twin assault. The Guardian. Läst 29 mars 2023.